# Rhododendron obtusum
Rhododendron obtusum är en ljungväxtart som först beskrevs av John Lindley, och fick sitt nu gällande namn av Jules Émile Planchon. Rhododendron obtusum ingår i släktet rododendron, och familjen ljungväxter. Inga underarter finns listade i Catalogue of Life.